# Ivan Provorov
Ivan Vladimirovič Provorov (rusky Иван Владимирович Проворов; * 13. ledna 1997) je profesionální ruský hokejový obránce momentálně hrající v týmu Columbus Blue Jackets v severoamerické lize NHL. Stejným klubem byl v roce 2015 draftován v 1. kole jako 7. celkově.

## Klubové statistiky
| Sezona      | Klub                  | Soutěž      | Základní část | Základní část | Základní část | Základní část | Základní část | Play off | Play off | Play off | Play off | Play off |
| Sezona      | Klub                  | Soutěž      | Z             | G             | A             | B             | TM            | Z        | G        | A        | B        | TM       |
| ----------- | --------------------- | ----------- | ------------- | ------------- | ------------- | ------------- | ------------- | -------- | -------- | -------- | -------- | -------- |
| 2014/15     | Brandon Wheat Kings   | WHL         | 60            | 15            | 46            | 61            | 42            | 19       | 2        | 11       | 13       | 10       |
| 2015/16     | Brandon Wheat Kings   | WHL         | 62            | 21            | 52            | 73            | 16            | 21       | 3        | 10       | 13       | 14       |
| 2016/17     | Philadelphia Flyers   | NHL         | 82            | 6             | 24            | 30            | 34            | —        | —        | —        | —        | —        |
| 2017/18     | Philadelphia Flyers   | NHL         | 82            | 17            | 24            | 41            | 20            | 6        | 0        | 3        | 3        | 0        |
| 2018/19     | Philadelphia Flyers   | NHL         | 82            | 7             | 19            | 26            | 32            | —        | —        | —        | —        | —        |
| 2019/20     | Philadelphia Flyers   | NHL         | 69            | 13            | 23            | 36            | 24            | 16       | 3        | 5        | 8        | 4        |
| 2020/21     | Philadelphia Flyers   | NHL         | 56            | 7             | 19            | 26            | 28            | —        | —        | —        | —        | —        |
| 2021/22     | Philadelphia Flyers   | NHL         | 79            | 9             | 22            | 31            | 34            | —        | —        | —        | —        | —        |
| 2022/23     | Philadelphia Flyers   | NHL         | 82            | 6             | 21            | 27            | 24            | —        | —        | —        | —        | —        |
| 2023/24     | Columbus Blue Jackets | NHL         | 82            | 5             | 27            | 29            | 20            | —        | —        | —        | —        | —        |
| NHL celkově | NHL celkově           | NHL celkově | 614           | 70            | 179           | 249           | 216           | 22       | 3        | 8        | 11       | 4        |

### Reprezentační statistiky
| 2014           | Rusko 18       | MS18           | 5  | 0 | 0 | 0 | 0 | 5. místo         |
| 2015           | Rusko 20       | MSJ            | 7  | 0 | 1 | 1 | 0 | Stříbrná medaile |
| 2016           | Rusko 20       | MSJ            | 7  | 0 | 8 | 8 | 2 | Stříbrná medaile |
| 2017           | Rusko          | MS             | 10 | 0 | 3 | 3 | 6 | Bronzová medaile |
| 2021           | ROC            | MS             | 8  | 0 | 2 | 2 | 0 | 5. místo         |
| Junioři celkem | Junioři celkem | Junioři celkem | 19 | 0 | 9 | 9 | 2 |                  |
| Senioři celkem | Senioři celkem | Senioři celkem | 18 | 0 | 5 | 5 | 6 |                  |